# Benalúa de las Villas (kommunhuvudort)
Benalúa de las Villas är en kommunhuvudort i Spanien.   Den ligger i provinsen Provincia de Granada och regionen Andalusien, i den södra delen av landet, 300 km söder om huvudstaden Madrid. Benalúa de las Villas ligger 851 meter över havet och antalet invånare är 1 386.
Terrängen runt Benalúa de las Villas är huvudsakligen lite kuperad. Benalúa de las Villas ligger nere i en dal. Runt Benalúa de las Villas är det ganska tätbefolkat, med 166 invånare per kvadratkilometer. Närmaste större samhälle är Moclín, 13,3 km sydväst om Benalúa de las Villas. Omgivningarna runt Benalúa de las Villas är i huvudsak ett öppet busklandskap.